# کهنمو
کَهنَمو یکی از روستاهای استان آذربایجان شرقی است که در دهستان سهند بخش مرکزی شهرستان اسکو واقع شده‌است. این روستا در مسیر راه ارتباطی اسکو به روستای گردشگری کندوان قرار دارد. این روستا ۲۳۰۵ نفر جمعیت دارد.
ناصرالدین‌شاه چهارمین شاه از دودمان قاجاریان ایران در تاریخ ۱۷ ژوئن ۱۸۳۱ (۲۵ تیر ۱۲۱۰) در روستای کهنمو در نزدیکی شهر اسکو زاده شد.
روستای کهنمو تنها روستای تولیدکنندهٔ ابریشم در شهرستان اسکو بوده و کار اصلی سکنهٔ آن ابریشم‌ریسی است. جمعیت این روستا بیش از ۲۳۰۰ نفر می‌باشد. به‌دلیل قرارگرفتن در دامنهٔ سهند از آب‌وهوای مناسبی برخوردار و در تابستان پذیرای گردشگران است. همچنین با داشتن زیارتگاه و قدمگاه از لحاظ مذهبی مشهور است. گردو، زردآلو، و سیب عمدهٔ محصولات باغات کهنمو است.

## آثار تاریخی کهنمو
- حمام کهنمو
- عمارت ناصری
- سنگ‌های صخره‌ای
- شاه‌کران
- مسجد جامع کهنمو
- گورستان قدیمی کهنمو